# Akçakaynak, Bulanık
Akçakaynak là một xã thuộc huyện Bulanık, tỉnh Muş, Thổ Nhĩ Kỳ. Dân số thời điểm năm 2011 là 135 người.